# 千切山川
千切山川（ちぎれやまかわ）は、徳島県徳島市を流れる吉野川水系の河川。園瀬川の支流。

## 概要
吉野川の主要河川・園瀬川の下流で合流し、園瀬川と多々羅川を繋ぐように流れている。多々羅川と千切山川の合流地点にある排水機で一部は勝浦川へ排水される。
またこの地域は阿波狸合戦の舞台となった地でも有名である。橋梁は下大野橋（徳島県道29号徳島環状線）が架かる。

## 流域の主な施設
- 津田山
- マルナカ徳島店